# عقعق الشجر
قُعْقُع الشجر أو كُنْدُش الشجر (الاسم العلمي: )، يتألف العقعق الشجر من أربعة أجناس (Dendrocitta و Crypsirina و Temnurus و Platysmurus) من فصيلة الغرابيات. وهناك 11 نوع من عقعق الشجر. عقعق الشجر يشبه العقعق. ألوانها الأسود والأبيض والرمادي والبني. توجد في جنوب شرق آسيا. تعيش في الغابات الاستوائية. وهي طيور شجرية للغاية ونادرًا ما تنزل للأرض لتتغذى.